# Schizoglossum eustegioides
Schizoglossum eustegioides là một loài thực vật có hoa trong họ La bố ma. Loài này được (E. Mey.) Druce miêu tả khoa học đầu tiên năm 1917.